# Partido judicial de Piloña
El partido judicial de Piloña es uno de los dieciocho partidos judiciales en los que se divide la provincia de Asturias, España.

## Ámbito geográfico
El ámbito territorial, que viene regulado por el Real Decreto 529/1983, de 9 de marzo, comprende los municipios de:
- Cabranes
- Nava
- Piloña